# Paracontias rothschildi
Paracontias rothschildi là một loài thằn lằn trong họ Scincidae. Loài này được Mocquard mô tả khoa học đầu tiên năm 1905.